# Hermann Wenhold
Hermann Heinrich Christian Wenhold (* 14. März 1891 in Bremen; † 15. März 1976 in Bremen) war Sparkassendirektor, Kaufmann und ein deutscher Politiker (FDP) und bremischer Senator.

## Biografie
Hermann Wenhold wurde am 14. März 1891 als Sohn des Schriftsetzers Johann Hermann Wenhold (1849–1912) und seiner Ehefrau Anna Marie geb. Ehlers (1852–1925) in Bremen geboren. 
Wenhold studierte nach einer kaufmännischen Lehre Rechtswissenschaft und politische Wissenschaften. Er war von 1922 bis 1931 Direktor der Sparkasse Bremen und danach Kaufmann und später Mitinhaber der Firma C.F. Corssen & Co.
Die Firma errichtete während des Zweiten Weltkriegs eine Niederlassung in der polnischen Kleinstadt Radzyń Podlaski im Generalgouvernement, wo sie wie eine Reihe anderer deutscher Überseefirmen in die ausbeuterische Besatzungswirtschaft eingeschaltet war. Wegen seiner kaufmännischen Leistungen für die deutsche Kriegswirtschaft wurde Wenhold vom Reichswirtschaftsministerium im Jahr 1942 mit dem nationalsozialistischen Ehrentitel Wehrwirtschaftsführer bedacht.
Sein Haus Wenhold in Bremen-Riensberg wurde von dem Architekten Emil Fahrenkamp aus Düsseldorf 1927 entworfen.
Um 1953/54 war Wenhold Vorsitzender des Außenhandelsbeirats beim Bundeswirtschaftsministerium (BMWi) und Vizepräsident der Handelskammer Bremen sowie Mitglied mehrerer Ausschüsse des  Deutschen Industrie- und Handelskammertages (DIHT). Vom Juli 1955 bis 1958 war er Generalkommissar der Bundesrepublik für die Vorbereitung der Weltausstellung 1958 in Brüssel.
Wenhold gründete 1945 den Bremer Landesverband des Deutschen Roten Kreuzes und war bis zum 30. März 1946 sein Präsident. Er gehörte als Kaufmännisches Mitglied der Stiftung Haus Seefahrt seit 1947 an. Von 1958 bis 1975 war er Mitglied des Kuratoriums der Friedrich-Naumann-Stiftung für die Freiheit.
Er war seit dem 27. Dezember 1918 mit Agnes Marie Emilie geb. Oswald (1893–1993) verheiratet. Die Eheschließung fand in Bremen statt. Hermann Wenhold starb am 15. März 1976 um 18:50 Uhr in seiner Wohnung in der Riensberger Straße 40 in Bremen im Alter von 85 Jahren. Er war evangelisch.

## Politik
Wenhold gehörte von 1919 bis 1933 der Bremischen Bürgerschaft an. Zunächst der DDP angehörig, war er ab 1930 Mitglied von deren Nachfolgepartei Deutsche Staatspartei, deren Fraktionsvorsitzender in der Bürgerschaft er von 1930 bis 1933 war.
Nach dem Zweiten Weltkrieg beteiligte Wenhold sich an der Gründung der Bremer Demokratischen Volkspartei, aus der Anfang der 1950er Jahre der bremische Landesverband der FDP wurde.
Nur kurze Zeit war Wenhold vom 13. Juni 1945 bis zum 30. März 1946 Senator für Finanzen in Bremen im Senat Vagts und im Senat Kaisen I. Ihm folgte Senator Dr. Wilhelm Nolting-Hauff. Von 1951 bis 1955 war Wenhold erneut Mitglied der Bremischen Bürgerschaft. 1951/52 war er dabei FDP-Fraktionsvorsitzender und Mitglied im FDP-Bundesvorstand.